# Celula Daniell

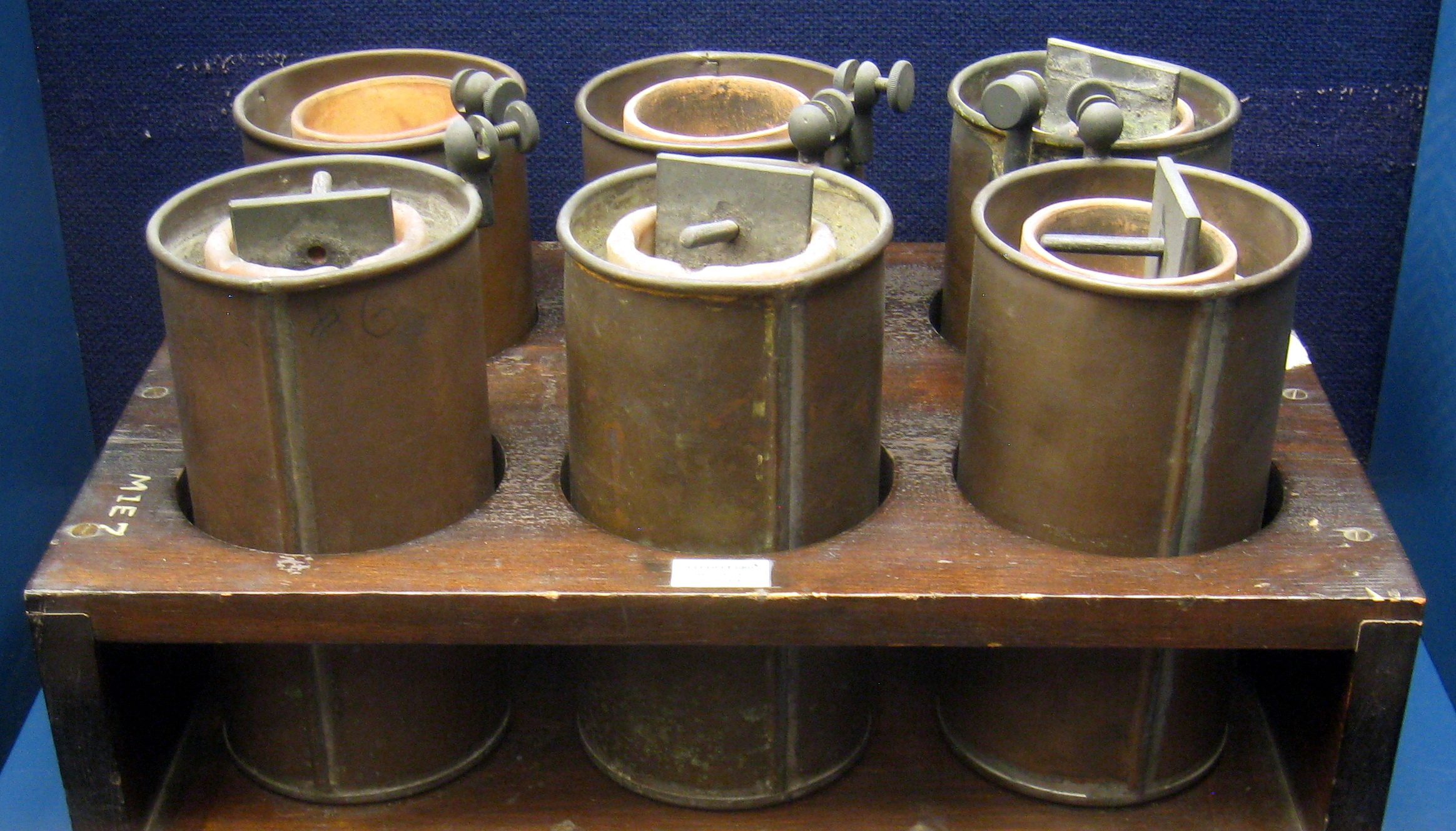
Celule Daniell, circa 1836

Celula Daniell este o pilă electrică de curent continuu care a fost inventată în anul 1836 de către chimistul și meteorologul britanic John Frederic Daniell. Este constituită dintr-un vas de cupru ce conține o soluție de sulfat de cupru, în cadrul căreia a imersat un al doilea vas de ceramică nesmălțuită, umplut cu acid sulfuric și un electrod de zinc.
Celula galvanică Daniell a reprezentat o îmbunătățire considerabilă asupra tehnologiei primilor ani ai bateriei electrice dezvoltate de Alessandro Volta ca pilă voltaică.

## Mecanism de funcționare
Explicarea funcționării a fost realizată de Nicolae Vasilescu-Karpen.
Celula sau pila Daniell este un element galvanic reversibil datorită reacțiilor electrochimice reversibile de la electrozi.